# Hilara niesiolowskii
Hilara niesiolowskii är en tvåvingeart som beskrevs av Yang, Zhang och Zhang 2007. Hilara niesiolowskii ingår i släktet Hilara och familjen dansflugor.
Artens utbredningsområde är Polen. Inga underarter finns listade i Catalogue of Life.